# Nupserha rufulipennis
Nupserha rufulipennis là một loài bọ cánh cứng trong họ Cerambycidae.